# Hydrodendron gracilis
Hydrodendron gracilis is een hydroïdpoliep uit de familie Haleciidae. De poliep komt uit het geslacht Hydrodendron. Hydrodendron gracilis werd in 1914 voor het eerst wetenschappelijk beschreven door Fraser. 